# Аверин, Александр Никитович
Алекса́ндр Ники́тович Аве́рин (род. 1 января 1946, с. Екатерино-Никольское, Октябрьский район, Еврейская автономная область, Хабаровский край) ― советский российский учёный, инженер-физик, доктор физико-математических наук (2001), под его руководством разработан и передан в серийное производство и на вооружение ряд ядерных боевых зарядов.

## Биография
Родился 1 января 1946 года в посёлке Екатерино-Никольское, Октябрьский район, Еврейская автономная область, Хабаровский край, РСФСР.
В 1970 году окончил Московский физико-технический институт, получив диплом специалиста в области прикладной газодинамики. В том же году был направлен на работу в город Снежинск (Челябинская область), где начал трудиться во ВНИИП (ныне Всероссийский научно-исследовательский институт технической физики имени академика Е. И. Забабахина (ФГУП «РФЯЦ-ВНИИТФ»).
С 1970 по 1981 год — инженер-исследователь, младший научный сотрудник, затем старший научный сотрудник газодинамического отделения. В июне 1981 года стал начальником группы. В 1986 году назначен начальником отдела. С 1989 по 1995 год работал заместителем начальника отделения, затем — заместителем главного конструктора института. 5 января 1997 года Александр Аверин назначен главным конструктором института
Занимается исследованиями взрывных и высокоскоростных газодинамических процессов и кумуляции энергии. Принимал участие в разработке и испытаниях образцов ядерных зарядов. Изучал методы и средства предотвращения возможных аварийных ситуаций с ядерными боеприпасами. Также исследовал применение ядерной энергии в мирных целях.
Под его руководством были разработаны и переданы в серийное производство и на вооружение ряд ядерных боеприпасов. Написал более 20 статей, опубликованных в научных журналах и докладах. В соавторстве написал около 200 научных статей. Является членом научного совета Министерства Российской Федерации по атомной энергии и председателем секции научного совета этого ведомства по ядерной безопасности.
Награждён юбилейной медалью «300 лет Российскому флоту» в 1996, медалью ордена «За заслуги перед Отечеством» 2 степени в 1999 и Орденом Почёта в 2005 году.

## Награды и звания
- Орденом Почёта (2005)
- Медаль ордена «За заслуги перед Отечеством» (1999)
- Юбилейная медаль «300 лет Российскому флоту» (1996)
- Медаль «За заслуги в ядерном обеспечении» (2007)
- Знак «Е. П. Славский» (2008)
- Знак «Академик И. В. Курчатов» 3 степени (2011)
- Знак «Ветеран атомной энергетики и промышленности»
- Юбилейная медаль «65 лет атомной отрасли России» (2010)
- Юбилейная медаль «70 лет атомной отрасли России» (2015)
- «Почётный гражданин города Снежинска» (2015)[2]